# Conbac (grup)
Conbac este un grup de companii din Bacău.
Grupul, cu afaceri anuale de 27 milioane de euro, este deținut de oamenii de afaceri Mihai Slic, actual consilier PDL, fost viceprimar al Bacăului de pe listele PNL, și de Corneliu Saftiuc.
În portofoliul grupului se află 300.000 de metri pătrați de hale industriale, depozite, magazine (Selgross, Real, Plus, XXL, Dedeman) și showroom-uri (Audi, Volkswagen, Skoda, Renault).
Din grup fac parte companiile:
- Conbac, specializată pe structuri industriale, civile și poduri din beton.
- SSAB AG, companie de construcții specializată în producția și montajul de structuri metalice
- SSAB Impex, companie care deține show-room-uri specializate în design interior în Cluj, București, Constanța, Iași și Bacău.
- Prof Instal, companie specializată în instalații electrice
- Mega Prest, companie care se ocupă de instalații sanitare și de apă
- Bac Delphi, companie care furnizează tâmplărie de aluminiu, PVC și pereți cortină